# Comuna Dobrovillea, Vasîlkivka
Dobrovillea (în ucraineană Добровілля) este o comună în raionul Vasîlkivka, regiunea Dnipropetrovsk, Ucraina, formată din satele Brovkî, Dobrovillea (reședința), Hrîșaii, Lîsa Balka și Oceretuvate.

## Demografie
Componența lingvistică a satului Dobrovillea
     Ucraineană (94,58%)
     Rusă (4,92%)
     Alte limbi (0,16%)
Conform recensământului din 2001, majoritatea populației satului Dobrovillea era vorbitoare de ucraineană (94,58%), existând în minoritate și vorbitori de rusă (4,92%).